# 鄭杲
鄭杲（1851年—1900年），字東父、東甫，直隸永平府遷安縣（今河北省遷安縣）人，清朝政治人物，同進士出身。
鄭杲父鳴岡，任山東即墨縣知縣，卒於官，家貧不能歸里，於是寄籍當地。鄭杲事母至孝。光緒五年（1879年），山東鄉試第一（解元）。光緒六年（1880年），登進士，授刑部主事。光緒十年，任江西司主事。后因母喪丁憂歸鄉，主講濼源書院。之後服闋，遷刑部員外郎。卒於任。

## 延伸阅读
[在维基数据编辑]
 《清史稿·卷482》，出自趙爾巽《清史稿》